# Flaxnan
Flaxnan är en å i Hälsingland som mynnar i sjön Lössnan, söder om Edsbyn. Den övre delen av Flaxnan närmast nedströms sjön Mållången heter dock Mållångsboån och som är den å som författaren Hans Lidman, Edsbyn, beskrivit i flera av sina fiskeböcker som "Svartån". Namnet Flaxnan avser alltså egentligen och används lokalt bara för ån från halvvägs nedströms sjön Mållången, från något uppströms Flaxenbo och vidare ned. Ån rinner här meandrande (därav namnet Flaxnan) och alltmer djupt nedskuret i tjockt finsandlager av avsatt isälvsdeltasediment. På flera kartor brukar alltså namnet Flaxnan dock felaktigt förekomma använt för ån i sin hela längd från Mållången till Lössnan.

## Tidigare fiske
Fisket i Mållångsboån och i Flaxnan, som Hans Lidman fick uppleva som sjuttonåring från 1928 och som han beskrivit mest i sina tidigaste fiskeböcker, förstördes totalt 1944 genom att den äldre tidigare temporärt bara för flottningens behov använda dammen i åns översta del, nära utloppet ur Mållången, byggdes om till en damm för att permanent dämma och reglera Mållången som årsregleringsmagasin, för samtidigt utbyggt kraftverk i Voxnan vid Alfta, vilket omintetgjorde fisket genom en i vattendomen 1944 ej reglerad men skedd noll-tappning av vatten under sommarhalvåret.

## Dämt vattenmagasin
Årsreglering för vattenkraftsändamål innebär omvänd ekologiskt skadlig vattenföring mot det naturliga, att högsta vattenföring sker vintertid mot att det naturligt alltid är minimiflöde vintertid och att vårflödet används för fyllning av till våren tömt vattenmagasin så att naturlig gödande vårflod reduceras eller ej sker tydligt samt att vattenmagasinet fylls successivt under sommarhalvåret intill senhösten. Sedan 2001 har det därför, efter klagomål från bland annat sportfiskets intressenter och den lokala ortsbefolkningen till länsstyrelsen Gävleborg, därefter på länsstyrelsens begäran, av Mark- och miljödomstolen meddelats en ny vattendom om att installera en fiskväg i Mållångens regleringsdamm för fiskvandring och om minimitappning genom fiskvägen förbi Mållångens regleringsdamm om 1 m3/s maj–september och 0,5 m3/s under övrig tid..
Ny vattendom är på gång att beslutas eftersom resultatet av vattendomen 2001 inte varit tillfredsställande. En ansökan från länsstyrelsen Gävleborg om omprövning av villkor för reglering av sjön Mållången (och sjön Tälningen uppströms) har gjorts 2018. Länsstyrelsen anser att det viktigaste vid en omprövning är att få till stånd bestämmelser som säkerställer fiskvägens funktion under hela vandringsperioden, mer förenlig med miljöbalkens hänsynsregler än nuvarande reglering.

## Nuvarande fiske
Fiskevattet är i några delar av Mållångsboån restaurerat från tidigare utförd flottledsrensning. I ån (hela Mållångsboån ned till bron vid Holmen i Kammahav) tillåts endast flugfiske med flugspö med ett särskilt lokalt fiskekort för bara den sträckan. I ån i delen nedströms vid Kammahav och i Flaxnan är även mete och spinnfiske tillåtet med annat fiskekort från Alfta Fiskevårdsområde. Öring finns sparsamt i Flaxnan och den nedre delen har även ett svagt harrbestånd. I Mållångsboån har öring utplanterats i flera år sedan flottledsrestaurering gjorts under 2000-talet.

## Flottningsepoken
Flottningen i Mållångsboån och Flaxnan genom Mållången uppifrån Tälningsområdet genom Tälningsån började efter uppköp av skog där från 1862 eller 1863. På 1870-talet flottades timmer även från sjön Amungen efter landtransport över vattendelaren, landtröskeln mellan sjöarna Amungen och Fläten mot Mållångens sjösystem. Skogsbolagen anlade 1878–1890 flottled i vattendraget som blev kallat "Tälningsvattnet" från Tälningsområdet och nedströms, som blev allmän flottled genom bildning av Tälningsvattnets flottningsförening. Sista året det flottades timmer i Mållångsboån var 1957. Lämningar efter flottning samt vattendrivna verk har inventerats och värderats inför återställningsåtgärder av ån efter flottledsrensning.

## Etymologi
Vattendraget som av flottningsföreningen kallades "Tälningsvattnet" kallades innan lokalt i Kammahav av äldre generationer på 1800-talet hela vägen  ned dit från Tälningsområdet för "Torrån" (Sven-Olov Hellsén, Holmen och Alfta 2017, muntligt efter sin farfar). Alltså ett naturnamn, som troligen uppstått efter sitt ursprungliga till synes "torra" utseende., Av de över vattenytan i ovanligt stor mängd synligt, geologiskt löst och tätt avsatta stenblocken vid en sist avsmältande stillastående inlandsis. Befolkningen i Voxnabrukstrakten kallade däremot hela ån ned till Mållången för Tälningsån, Övre Tälningen kallades för Voxnatälningen, den nedre för Tälningen (Rune Callberg, Dalkarlsbo och Edsbyn 2013). Prefixen "Nedre" och "Övre" användes ej förr.
Den flacka åsträckan genom Kammahav kallades dock av lokalbefolkningen där alltid bara för "Åan", medan den där av andra, utsocknes tillfälliga flottare, för sitt djupa, mörka "svarta"  vatten, kallades för "Svartån". Så uppstått geohydrologiskt i finkornigt isälvsediment med tvärdjupt eroderade stränder. Ett av andra oanvänt och oprecist namn som Hans Lidman sedan hörde nämnas och använde för att hemlighålla fångstplatser vid sitt öringsfiske i ån.
Det historiskt äldsta ånamnet över Flaxnan framgår av lämnad uppgift enligt frågelista, utsänd 1790 till sockenbeskrivning för utarbetad geometrisk karta över Hälsingland, på anmodan av landshövdingen i Gävleborgs län och sammanställd 1790–1791. Där framgår det centralt i Alfta socken använda och ursprungliga ånamnet dock var Moraån. Detta förklarar namnet på den i Mållångsboån längsta strömsträckan benämnd Mora strömmar (eller Mor(a)strömmen) och att ålkaret byggt där givits namnet Morkaret, byggt på det i översta delen av Morströmmen belägna vattenfallet. Detta ålkar, som var byggt 1553 enligt syneprotokoll för av kungen 1552 beordrad kommission för rannsakning av fiskena i Hälsingland, beskrivs igen i protokoll vid rannsakning 1637 vara beläget "i Morkarebäcken i Telningsån 1 km nedanför Mållången". Namnet Moraån, liksom namnet Telningsån och namnet Mållången har alltså använts från minst tidigt 1600-tal, troligen även från än tidigare befolkade sekel, minst 1500-talet. Ordet mor(a) (moora) står, som i andra ortnamn, etymologiskt för lokal förekomst av gammal örtrik barrskog, vanligen tätvuxen ibland sumpig/sank granskog.

## Uppkomst av det fiktiva namnet Svartån för Flaxnan
Åsträckan nedanför Mållångsboån, den från Helséngården på Holmen i Kammahav och nedströms, den flacka lugna sträckan genom Kammahav, benämndes av lokalbefolkningen alltså där förr bara som "Åan". Den rinner där av vårfloden djupt nederoderad i finsand, sedimenterat i ett tidigare isälvsdelta strax under högsta kustlinjen, med "tvärdjupa brinkar med svarta bråddjup nedanför Ågrensgården i Kammahav" (en häst som råkat gå ner sig i ån kom inte upp själv utan fick dras upp med hjälp av traktor). Bo Hylén skriver att han "kan dra [sig] till minnes att namnet ("Svartån") nämndes ibland långt innan Hans Lidmans böcker om Svartån kom ut, men då sade man "Svartåa".
Detta vittnesmål skulle alltså sannolikt betyda att namnet Svartån hade uppkommit genom flottningen och tillfälliga besökare och därför bara varit använt internt av några av de vanligt långt utsocknes ifrån kommande flottarna under flottningsepoken och inga andra. Sannolikt blev detta som följd, att Hans Lidman hört och tagit till sig detta, ett namn för dem i Lidmans hembygd okända ånamnet, som sitt täcknamn för hela ån. Hans Lidman började också dessutom tidigt använda namnet Svartån (alltså tidigare än i sina tidningsartiklar och böcker) bli van med att använda sig av det fiktiva namnet Svartån, då som täcknamn för sina fångade åttahektos öringar i Öjebäcken centralt i Edsbyn, där han på hemväg under sina tidigaste år i Mållångsboån också brukade fiska. Alltså namnet Svartån då använt som "en god och förutseende fiskarlögn" för öringarna i Öjebäcken, som han inte heller ville få konkurrens om; "ingen visste om dem", menade Lidman..

## Djurliv.
Utter och bäver har sedan en tid åter kunnat ses i ån. Forsärla har häckat i det gamla brofästet i Moraströmmen.